# Il rè pastore

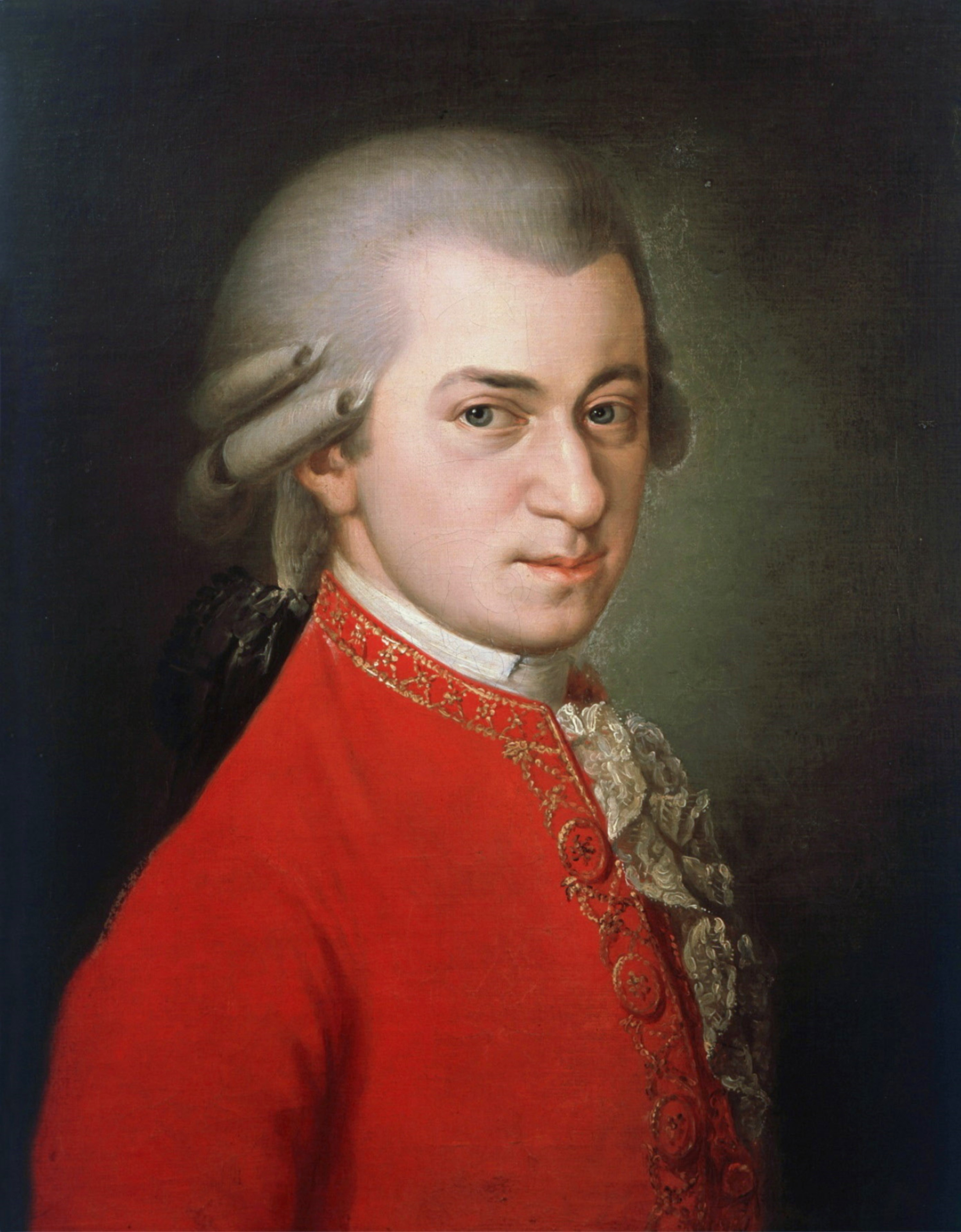
Wolfgang Amadeus Mozart

Il rè pastore (De koning-herder) (KV 208) is een opera in twee bedrijven van Wolfgang Amadeus Mozart naar een Italiaans libretto van Pietro Metastasio. Deze opera seria, met slechts vijf zangers en zonder koor, werd voor het eerst opgevoerd op 23 april 1775 in Salzburg.
De opera werd in 1775 besteld voor een bezoek van aartshertog Maximiliaan Frans, de jongste zoon van keizerin Maria Theresia, aan Salzburg. Nadat de 19-jarige Mozart er zes weken aan gewerkt had in het ouderlijk huis aan de voormalige Hannibalplatz in Salzburg, werd Il rè pastore opgevoerd in het aartsbisschoppelijk paleis.
Metastasio schreef het libretto in 1751, gebaseerd op een werk van Torquato Tasso, Aminta genaamd. Het libretto kreeg de aandacht van Mozart en zijn vader toen zij een opera van Felice Giardini bijwoonden. De versie van Mozart heeft twee bedrijven terwijl die van Giardini er drie heeft.

## Dramatis Personæ
- Aminta, een herder, de rechtmatige troonopvolger van Sidon - sopraan
- Elisa, Phoenicische herderin - sopraan
- Tamiri, dochter van de afgezette tiran Strato - sopraan
- Agenore, Sidonische aristocraat - tenor
- Alessandro, koning van Macedonië - tenor

## Synopsis
Het verhaal speelt zich af ten tijde van de Macedonische koning Alexander de Grote (356-323 v.Chr.). De titel verwijst naar de herder Amyntas, de rechtmatige troonopvolger van Sidon, die door Strato werd verbannen.
Die Schuldigkeit des ersten Gebotes · Apollo et Hyacinthus · Bastien und Bastienne · La finta semplice · Mitridate · Ascanio in Alba · La Betulia Liberata · Il sogno di Scipione · Lucio Silla · Thamos, König in Ägypten · La finta giardiniera · Il rè pastore · Zaide · Idomeneo · Die Entführung aus dem Serail · L'oca del Cairo · Lo sposo deluso · Der Schauspieldirektor · Le nozze di Figaro · Don Giovanni · Così fan tutte · Die Zauberflöte · La clemenza di Tito
- Bibliothèque nationale de France: cb13914987p (data)
- Catàleg d'autoritats de noms i títols de Catalunya: 981058524922906706
- Gemeinsame Normdatei: 300110421
- Library of Congress Control Number: n82001700
- MusicBrainz work: 31af9089-510c-4a68-807a-d54ad8468df9
- Nationale bibliotheek van Australië: 35332346
- Nationale Bibliotheek van Israël: 987007581259805171
- LIBRIS: 215358
- Virtual International Authority File: 176200259